# Nestindar
Nestindar är ett berg i Färöarna (Kungariket Danmark).   Det ligger i sýslan Norðoyar, i den norra delen av landet, 40 km norr om huvudstaden Tórshavn. Toppen på Nestindar är 788 meter över havet. Nestindar är den högsta punkten på ön Kalsoy.
Terrängen runt Nestindar är kuperad. Närmaste större samhälle är Klaksvík, 16,9 km sydost om Nestindar. 